# Fred Hannerz

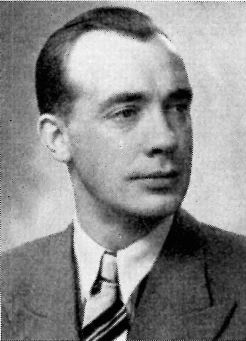
Fred Hannerz.

Fred Åke Hannerz, född 24 december 1904 i Österåkers församling, Stockholms län, död 19 september 1978 i Gamla Uppsala församling, Uppsala, var en svensk provinsialläkare.
Han var son till adjunkten Nils Hannerz och Agnes Lundborg och från 1936 gift med gymnastikdirektören Ingrid Arvill. Efter avlagd studentexamen i Stockholm 1924 studerade han medicin och blev med. kand. 1927 och med. lic. 1932. Han var underläkare vid Umeå lasarett 1932, underläkare på den radiologiska avdelningen vid Helsingborgs lasarett 1935, underläkare vid den kirurgiska avdelningen på Borås lasarett 1938, vikarierande provinsialläkare i flera olika norrländska distrikt 1942 för att från 1947 fram till sin pension arbeta som provinsialläkare i Laxå distrikt. Han var riddare av Nordstjärneorden.
Hannerz är begravd på Uppsala gamla kyrkogård.
Parken Gubbängen i Laxå fick 2017 namnet Dr Hannerz Park och invigdes den 17 augusti 2017 av kommunalrådet Bo Rudolfsson tillsammans med Hannerz barn.